# Salta Group
Salta Group, tot 2022 NCOI groep, is een bedrijvengroep met verschillende bedrijven die actief zijn in educatie. Het is het grootste particuliere opleidingsinstituut van de Benelux en heeft een bijna monopolie op volwassenenonderwijs en omscholingscurussen. Het hoofdkantoor van het concern is gevestigd in Hilversum.
De naam Salta komt van het Latijnse saltare ("springen") en moet verwijzen naar een 'sprongen maken in [...] ontwikkeling en verwijst naar het opleidingsaanbod waarmee volgens het bedrijf "mensen sprongen maken in hun ontwikkeling en dansend door hun loopbaan gaan".

## Bedrijfsprofiel
In 1996 werd het Nederlands Commercieel Opleidingsinstituut (NCOI) opgericht door Robert van Zanten. In de eerste jaren verzorgde het instituut voornamelijk marketing-opleidingen (NIMA). In de jaren 2010 ging het bedrijf op overnamepad en werd het aanbod uitgebreid met meer dan 1000 praktijkgerichte mbo-, mhbo-, hbo-, bachelor- en masteropleidingen en kortlopende trainingen. Het bedrijf is een door het ministerie van OCW aangewezen onderwijsinstelling voor mbo- en hbo-opleidingen. Daarnaast verzorgt het allerlei bedrijfsopleidingstrajecten. De opleidingen worden op een aantal plaatsen in Nederland gegeven. Salta huurt daarvoor per training of opleidingsdeel een locatie. Het bedrijf werkt met ongeveer 4500 freelance-docenten en 2500 vaste krachten.

### Kritiek
In 2021 kreeg het bedrijf forse kritiek omdat het fors duurder was dan publieke opleidingen, leraren slecht betaald werden en studenten ontevreden waren omdat het onderwijs tekort schoot en niet inzichtelijk was welke opleidingen en cursussen wel en niet tot een erkend diploma leiden. Verschillende betrokken noemden de NCOI groep geen onderwijs- maar een 'sales-organisatie'.
In 2022 verklaarde de Inspectie van het Onderwijs dat de NCOI groep de Onderwijswet had overtreden doordat bij 5 aangesloten instellingen werd geconstateerd dat er honderden masterdiploma's waren verstrekt voor cursussen die hiervoor niet geaccrediteerd waren door de NVAO. Ook werd het studenten moeilijk gemaakt om een goede keuze te maken doordat bij alle 16 onderzochte aangesloten bedrijven de opleidingen en cursussen door elkaar stonden met onduidelijke formuleringen, waarbij soms werd aangegeven dat een opleiding een hbo-diploma opleverde, terwijl het om een cursus op hbo-niveau ging die niet geaccrediteerd was. De minister dreigde vervolgens om een boete op te leggen aan Salta.

## Bedrijfsonderdelen
Onder Salta Group vallen verschillende 'merken', die grotendeels werden overgenomen in de jaren 2010. Een deel van deze dochterondernemingen werd later samengevoegd:
Salta Group is verdeeld in acht kerndomeinen.

### Professional Education
- Bestuursacademie Nederland (sinds 2015)
- Boertien Vergouwen Overduin (sinds 2014)[6]
- Computrain (ontstaan uit de overname van opleiders Computrain, Twice en Broekhuis Trainingen in 2011, gefuseerd in 2013).
- ISBW (sinds 2015)
- ISES (sinds 2015)
- Markus Verbeek Praehep (sinds 2014)
- NCOI
- NIBE-SVV (sinds 2014)
- Pro Education (sinds 2013)
- Reed Business Opleidingen (sinds 2014)
- Scheidegger (sinds 2010)
- SRM (sinds 2018)[7], het in 2015 overgenomen Lectric is hiermee samengevoegd
- Schoevers (sinds 2015), decennialang de bekendste opleider in Nederland voor directiesecretaresses.[8]
- EVC Nederland, voorheen EVC Centrum Nederland. Sinds 2006 erkend aanbieder van EVC-procedures op MBO-, HBO-niveau en branche- en beroepscertificaten. EVC staat voor Erkenning Verworven Competenties.

### Online Education
- NTI (sinds 2014), voorheen Nederlands Talen Instituut
- LOI (sinds 2020)[6]

### Techniek en Veiligheid
- ROVC Technische Opleidingen (sinds 2018)[9]

### EdTech
- SkillsTown
- Bloomville
- Opleiding.nl

### Voltijd Voortgezet Onderwijs
- Blankestijn (sinds 2017)[10]
- Luzac College (sinds 2016)[11]

### Voltijd Beroeps- & Hoger Onderwijs
- Tio (2020)[6]
- Schoevers (sinds 2015), decennialang de bekendste opleider in Nederland voor directiesecretaresses.[8]

### Persoonlijk Leiderschap
- De Baak (sinds 2017, 49%-belang)[6]

### Internationaal
- SkillsTown
- NCOI Learning (voorheen Kluwer Opleidingen NV) (sinds 2019), Belgische opleidingsspecialist